# Sun Direct
Sun Direct es un operador indio de televisión por satélite. Su servicio de satélite, lanzado en diciembre de 2007, transmite televisión y audio digital por satélite a los hogares de la India. Sun Direct usa compresión digital MPEG-4, transmitiendo canales en alta definición en GSAT-15 a 93.5° al este y en baja definición en MEASAT-3 a 91.5° al este.

## Historia
Sun Direct es una empresa conjunta entre la Sun Network de la India y el Astro Group de Malasia. Sun TV firmó un Memorando de Entendimiento con el grupo Astro el 27 de enero de 1997, cuando Aircel no existía, pero como el gobierno de la India no permitió el uso de transpondedores de banda KU para los servicios de televisión por satélite, el proyecto quedó en suspenso, dijo la empresa en un comunicado. Después de que el gobierno anunciara la política de televisión por satélite en diciembre de 2007, Astro adquirió una participación del 20% en Sun Direct TV, valorada en aproximadamente 115 millones de dólares. Sun Direct TV fue registrado el 16 de febrero de 2005. Sin embargo, el lanzamiento fallido del INSAT 4C de Sun Direct resultó en la falta de transpondedores por parte de Sun Direct, retrasando el lanzamiento. El servicio fue finalmente lanzado el 18 de enero de 2008 luego de la disponibilidad de transpondedores de INSAT 4B.
Sun Direct ofreció a los suscriptores un plato satelital y un decodificador de televisión para un plan mensual básico y gratuito de hasta 75 rupias indias (aproximadamente). El plan básico mensual cuesta actualmente 153 rupias indias.
Sun Direct se extendió rápidamente por todo el país debido a los precios más bajos de cualquier servicio de televisión satelital en la India. En diciembre de 2009, Sun Direct fue lanzado en Mumbai, la capital financiera del país, y anunció su lanzamiento en toda la India. En 2009 se convirtió en el proveedor líder de televisión por satélite con 3 millones de suscriptores. Esto lo hace el segundo proveedor de televisión por satélite más grande en la India. En abril de 2010, Sun Direct se convirtió en el proveedor de televisión por satélite N° 1 de la India con 5.8 millones de suscriptores y pronto lanzó su servicio HD.

### Fallo de INSAT-4B y cambio de satélite
El 7 de julio de 2010 un fallo de energía en el satélite INSAT 4B rechazó parcialmente el sistema de televisión por satélite y SUN Direct anunció que el servicio será gratuito hasta que se restablezcan todos los servicios. El servicio parcial fue restaurado en INSAT 4B Sun Direct con 193 canales y mientras tanto SUN Direct está transmitiendo 173 canales en MEASAT-3 para la transición ininterrumpida de los clientes de Sun Direct desde INSAT 4B a 93.5° al este a MEASAT-3 a 91.5° al este. Ahora Sun Direct usa 4 transpondedores de Measat-3 y 3 transpondedores de Insat-4B para prestar servicios de televisión por satélite, y adicionalmente a través de un acuerdo exclusivo con BIG TV, una rama de la televisión por satélite del grupo Reliance ADAG, Sun Direct comparte 2 transpondedores de BigTV (Big TV tiene 12 transpondedores en Measat-3), por ejemplo, Big TV le permite a Sun Direct obtener señales de canales FTA. Sun Direct detuvo sus servicios de televisión de definición estándar de Sun Direct TV de INSAT-4B y trasladó sus servicios de televisión de alta definición a INSAT-4B. Ahora Sun Direct transmite todo su contenido de definició estándar desde Measat-3.
A partir de 2017, Sun Direct usa 8 transpondedores igualmente divididos entre Measat-3 y Gsat-15 con tres añadidos ese mismo año. Los canales en HD se transmiten desde los 4 transpondedores de Gsat-15.

## Productos

### Sun Direct HD
Sun Direct fue el primer proveedor de televisión por satélite en brindar servicios de televisión de alta definición en India. La transmisión en HD se proporciona de Gsat-15

### Sun Direct HD PVR
Sun Direct ha introducido la función de grabación como una adición a sus servicios de alta definición. Los suscriptores ahora pueden grabar contenido ilimitado de televisión HD o SD a través del puerto USB en la nueva caja de grabador de vídeo digital. Las nuevas cajas Sun Direct HD permiten a cualquiera conectar cualquier almacenamiento externo como una unidad USB o HDD y grabar contenido de TV en ella. La compañía de televisión por satélite afirma que las nuevas cajas HD tienen las siguientes ventajas: grabación ilimitada, grabación de contenido de un canal mientras se ven otros canales, la capacidad de configurar el tiempo hasta con una semana de antelación para grabar programas futuros, y la posibilidad de hacer una pausa en el canal en vivo y verlo después de un breve descanso.

## Base de suscriptores
Sun Direct tiene más de 6.2 millones de suscriptores activos a partir de diciembre de 2016. Hay más de 62.5 millones de suscriptores de televisión satelital en India a partir de junio de 2014.